# The American West
The American West (também intitulado The West)  é uma série documental televisiva estadunidense que detalha o período de 1865 a 1890 nos Estados Unidos. A série foi produzida por Robert Redford, Stephen David e Laura Michalchyshyn com a Sundance Productions e foi ao ar em oito episódios na AMC de 11 de junho a 30 de julho de 2016. 

## Visão geral
Após a Guerra Civil Americana, os Estados Unidos começam a se desenvolver como a "terra das oportunidades", apesar dos perigos representados pelos cowboys, nativos americanos, foras da lei e oficiais da lei. A série narra as histórias das lendas do Velho Oeste, como Jesse James, Billy the Kid, Wyatt Earp, George Armstrong Custer, Crazy Horse e Sitting Bull.

## Elenco

### Principal
- David H. Stevens como Jesse James
- Derek Chariton como Billy the Kid
- Will Strongheart como Crazy Horse
- John C. Bailey como General George Custer
- Moses Brings Plenty como Sitting Bull
- Jonathan C. Stewart como Wyatt Earp

### Coadjuvantes
- Morgan Lund como Ulysses S. Grant
- Michael Marunde como William T. Sherman
- Eric Rolland como Thomas C. Durant
- Joseph Carlson como Frank James
- Ric Maddox como Pat Garrett
- Hugh Scully como Allen Pinkerton
- Nicholas Bialis como Morgan Earp
- Sean Brown como Cole Younger

### Entrevistados
A série apresenta várias entrevistas de autores, celebridades, historiadores e figuras políticas.
- Mark Lee Gardener – autor, Shot All to Hell
- David Eisenbach – historiador, Universidade Columbia
- Kiefer Sutherland – ator, Young Guns
- Eric Foner – historiador, Universidade Columbia
- H.W. Brands – historiador, Universidade do Texas em Austin
- Danny Glover – ator, Silverado
- Walter R. Borneman – autor, Iron Horses
- Paul Hutton, historiador – Universidade do Novo México
- Andrew C. Isenberg – autor, Wyatt Earp: A Vigilante Life
- Karl Jacoby – historiador, Universidade Columbia
- Anne Collier – curadora, Museu de História Natural e Cultural Edmund C. Jaeger
- Burt Reynolds – ator, Gunsmoke
- Robert Redford – ator, Butch Cassidy and the Sundance Kid
- Bill Richardson – ex-governador do Novo México
- Larry T. Pourier – cineasta Oglala Lakota
- John McCain – Senador, Arizona
- Kathleen Chamberlain – autora, In the Shadow of Billy the Kid
- Ann Kirschner – autora, Lady at the O.K. Corral
- Mark Harmon – ator, Wyatt Earp
- Tom Selleck – ator, Quigley Down Under
- John Morey – historiador
- Ed Harris – ator, Appaloosa

## Recepção
Robert Lloyd, do Los Angeles Times, comparou a série a outras do gênero: "O que há de novo nesta releitura ... é o grau em que foi feita a recriação em oposição à documentação e o fato de que foi elaborada de filmes de cowboys." E acrescentou "é mais fantasia do que drama, mais reconstituição do que documentário." 
Rob Lowman, do Los Angeles Daily News, chamou a série de "mais entretenimento do que elucidativa". E acrescentou: "The American West não se aprofunda nas ramificações da transformação do Oeste, preferindo continuar saltando através da história." 